# Tatort: Die Macht des Schicksals
Die Macht des Schicksals ist ein Fernsehfilm aus der Krimireihe Tatort. Der vom Bayerischen Rundfunk produzierte Beitrag wurde am 25. Januar 1987 im Ersten Programm der ARD erstgesendet. Er ist der sechste Einsatz von Kommissar Lenz, gespielt von Helmut Fischer.

## Handlung
In München treibt ein falscher Kommissar sein Unwesen. Da er als Kleindarsteller wenig Erfolg hatte, ist ihm eines Tages die Idee gekommen, sich als Polizist das Vertrauen wohlhabender Bürger zu erschleichen und ihnen bei Erpressungen Lösegeldsummen abzunehmen, die er dann entgegen allen Versprechungen nicht zurückgibt. Bei seiner letzten Aktion läuft jedoch einiges schief. Er vergisst seinen gefälschten Dienstausweis bei Herrn Lange, nachdem er von ihm 350.000 Mark in Verwahrung genommen hat. Als er Lange noch einmal aufsucht, findet er ihn tot vor. Der Eindringling Heinz Stolle hatte sich in der Zwischenzeit Zutritt verschafft, weil er Lange ebenfalls um sein Vermögen bringen wollte. Doch der Safe war fast leer, Stolle verlor die Nerven, schoss auf Lange und versteckte sich, als er bemerkte, dass gerade jemand ins Haus kam. Als Stolle flüchten will, erschießt er dabei einen der angeblichen Polizisten namens Kleppinger und verschwindet.
Heinz Eckhoff, der falsche Kommissar, versucht die Spuren seiner Anwesenheit zu verwischen und wirft die Leiche von Kleppinger mit Hilfe seines zweiten „Mitarbeiters“ August Knopf in einen Baggersee. Der Tote wird jedoch zufällig schon am nächsten Tag entdeckt, als Lenz dort nach einer verschwundenen Frau tauchen lässt.
Eckhoff ahnt nicht, dass Stolle ihn im Haus von Lange gesehen und auch erkannt hatte. So will jener sich von ihm nun den Rest der Beute mit Waffengewalt holen, doch Eckhoff kann ihm entkommen und versteckt sich beim Gastwirt Hawratil.
Lenz recherchiert inzwischen über den ermordeten Franz Kleppinger. Aufgrund der Anzeigen von älteren Personen, die in der Vergangenheit von einem falschen Kommissar  geschädigt worden waren, werden diesen Personen Fotos gezeigt. So wird Kleppinger als einer der Täter identifiziert. Da er vorbestraft und zusammen mit Gastwirt Berti Hawratil im Gefängnis war, wird auch dieser vernommen. Er gibt an, das Opfer schon lange nicht mehr gesehen zu haben. Doch Lenz hat Zweifel, zumal sich herausstellt, dass auffallend viele seiner betuchten Stammgäste Opfer der Betrüger wurden. Da er auch den Mord an dem Rentner Lange bearbeitet, zieht er schnell den Schluss, dass beide Morde zusammenhängen und dass der Raubmörder den falschen Polizisten für echt gehalten hat und ihn deshalb erschossen hatte.
Er recherchiert einen ähnlich gelagerten Raubmord in Köln, bei dem ein alleinstehender Juwelier überfallen und mit einer kleinkalibrigen Waffe erschossen wurde. Dieser hatte kurz zuvor eine Karibikreise unternommen, ebenso wie der Rentner Lange. Deshalb befragt Lenz den ansässigen Reisebürobetreiber, und dieser bringt ihn schnell auf die Spur zu Rudi Fink, der vor drei Jahren engagiert wurde, um einen Werbefilm über die Kreuzfahrt zu machen. Lenz hofft, über diesen Film Personen zu erkennen, die er mit dem aktuellen Fall in Verbindung bringen kann. Dabei ahnt er nicht, dass er bereits die direkte Spur zum Täter gefunden hat. Fink hatte Heinz Stolle, einen seiner Mitarbeiter, beauftragt, die Männer zu bestehlen, die er auf den Kreuzfahrten als lohnende Opfer ausgewählt hat, um wieder frisches Kapital für seine Filme zu haben.
Obwohl Fink auf den Kommissar verdächtig wirkt, fahndet er zunächst weiter nach dem falschen Kommissar, den er bereits als Heinz Eckhoff identifiziert hat. Der wurde inzwischen unter dem Vorwand, als Schauspieler für einen Film gebraucht zu werden, zu Finks Filmstudio gelockt und soll das Geld des Rentners Lange herausgeben. Nachdem Fink und Stolle in Streit geraten sind und Stolle dabei erschossen worden ist, will Fink dies der Polizei gegenüber als einen Selbstmord darstellen. Lenz merkt jedoch sofort, dass Fink ihn belügt, und nachdem der Mord sogar gefilmt worden ist, nimmt er Fink fest. Auch Eckhoff wird gefesselt und geknebelt gefunden und gesteht seine Betrugsdelikte, die er zusammen mit August Knopf begangen hat.

## Hintergrund
Die Macht des Schicksals wurde von April bis Mai 1986 in München und Umgebung gedreht. Kriminalobermeister Josef Brettschneider wird hier durch Kriminalobermeister Franzjosef Schneider (Georg Einerdinger) ersetzt.

## Rezeption

### Einschaltquoten
Die Erstausstrahlung von Die Macht des Schicksals am 25. Januar 1987 wurde in Deutschland von 13,85 Millionen Zuschauern gesehen und erreichte einen Marktanteil von 35,0 Prozent für Das Erste.

### Kritik
Die Kritiker der Fernsehzeitschrift TV Spielfilm bewerteten diesen Film aus der heutigen Sicht und meinen: „Film im Film: hübsch kuriose Räuber-und-Gendarmstory aus München.“ Fazit: „Urbayrisches Kabarett mit schrulligem Witz.“